# Badu, Fujian
Badu är en köping i sydöstra Kina. Den ligger i stadsdistriktet Jiaocheng i staden Ningde i provinsen Fujian, omkring 86 kilometer norr om provinshuvudstaden Fuzhou. 